# Alajuelita (canton)
Alajuelita est un canton de la province de San José au Costa Rica.

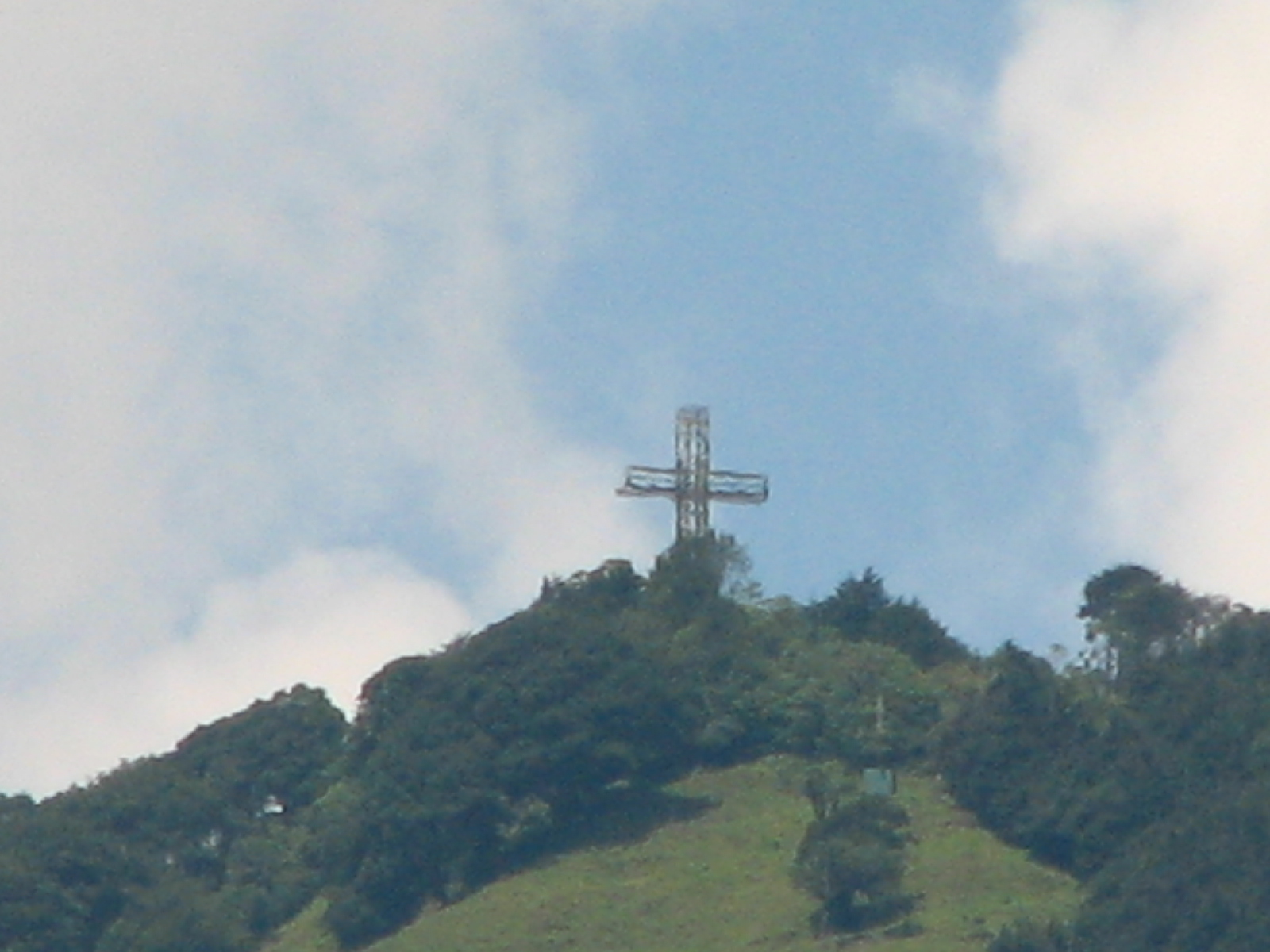
La croix d'Alajuelita, était illuminée et visible de la majeure partie de la vallée centrale

## Histoire
Le canton a été créé par un décret du 4 juin 1909. Les premiers peuplements de la région se sont produits en 1650.

## Districts
Le canton de Alajuelita est subdivisé en cinq districts (distritos) :
1. Alajuelita
2. San Josecito
3. San Antonio
4. Concepción
5. San Felipe